# في قلب اللهب (مسلسل)
 في قلب اللهب  مسلسل سوري أنتاج عام 2013 يحيكي عن رجال العصابات ومعاركهم مع الشرطة والظروف السيئة في سوريا من أخراج محمد زهير رجب.

## بطولة
- وائل رمضان
- محمد حداقي
- سعد مينة
- باسل حيدر
- عائلة أبو عمار
- خالد تاجا
- كندة حنا
- مهيار خضور
- فادي صبيح
- إمارات رزق
- عاصم حواط
- لينا كرم
- عائلة أبو سامر
- زهير رمضان
- فاديا خطاب
- رنا شميس

 عائلة أبو جواد 
- رضوان عقيلي
- ضحى الدبس
- ديمة قندلفت
- عائلة أبو عدنان
- مرح جبر
- محسن غازي
- تاج حيدر
- طارق الصباغ
- عائلة أبو زيدان
- غادة بشور
- محمد الأحمد
- رائد مشرف
- فرزدق ديوب
- والفنانون
- بشار إسماعيل
- فايز قزق
- أندريه سكاف
- جمال العلي

### ضيوف الشرف
- الفنان باسم ياخور
- جلال شموط
- عبير شمس الدين
- نزار أبو حجر
- جهاد عبدو
- علاء قاسم